# Kiryat Luza
Kiryat Luza (in arabo قرية لوزة‎?; in ebraico קרית לוזה‎?) è un villaggio situato in Cisgiordania, nel governatorato di Nablus, ai piedi del monte Garizim. Costituisce l'unico villaggio al mondo a maggioranza samaritana. Il villaggio è amministrato dall'Autorità Nazionale Palestinese, anche se l'esercito israeliano mantiene una presenza nell'area.
Il villaggio si costituì negli anni 1990, quando i samaritani residenti a Nablus abbandonarono la città, per sfuggire alle tensioni scaturite dalla prima intifada. La località costituisce il centro religioso e culturale della comunità samaritana: ospita i sommi sacerdoti samaritani, un'importante sinagoga samaritana, gran parte del patrimonio religioso e culturale della comunità e il Museo del samaritanesimo (istituito nel 1991).
Gli abitanti possiedono la doppia cittadinanza palestinese e israeliana (e talvolta anche quella giordana) e sono fortemente integrati nella società palestinese, conducendo generalmente gran parte della loro vita sociale, scolastica e lavorativa nella vicina Nablus. I samaritani di Kiryat Luza, a differenza di quelli di Holon, hanno preservato l'uso della lingua araba e l'usanza di dare prenomi arabi e sono considerati strettamente affini culturalmente agli altri palestinesi. La comunità tende a favorire posizioni neutrali nell'ambito del conflitto israeliano-palestinese.